# O Rapote
O Rapote ist ein Dorf in der Provinz A Coruña der Autonomen Gemeinschaft Galicien in Spanien. Es liegt am verlängerten Jakobsweg, dem Camino a Fisterra, und ist administrativ von Negreira abhängig.